# Seiko '96-'98
『Seiko '96-'98』（セイコ ナインティシックス・トゥ・ナインティエイト）は松田聖子のベスト・アルバム。1998年12月2日発売。発売元はマーキュリー・ミュージックエンタテインメント。

## 解説
マーキュリー・ミュージック（現・ユニバーサルミュージック）移籍後初のベスト・アルバム。
移籍第1弾シングル「あなたに逢いたくて〜Missing You〜」以降の1996年から98年までの日本語詞のシングルA面曲（両A面含む）のすべてに加え、アルバムから選ばれた曲が収録されている。おおむね発表順に並んでいるが、1曲目は当アルバム・リリース時点での最新シングル「Touch the LOVE」。
オリジナルカラオケ・ディスク盤が別にリリースされた。

## 収録曲
全作詞:Seiko Matsuda 全作曲:Seiko Matsuda・Ryo Ogura
M7補作詞・作曲:Suzie Kim
1. Touch the LOVE　（4:50）
ウォルト・ディズニー ビデオ イメージソング
2. Crazy Shopper　（4:52）
アルバム『Vanity Fair』（1996年5月27日）収録
3. 明日へと駆け出してゆこう　（4:33）
テレビ朝日系アニメ『怪盗セイント・テール』 オープニング・テーマ
4. あなたに逢いたくて〜Missing You〜　（5:31）
キヤノン コマーシャルソング
テレビ朝日系『ビートたけしのTVタックル』エンディング・テーマ
5. もし、もう一度戻れるなら　（5:38）
アルバム『Vanity Fair』収録
6. さよならの瞬間　（4:40）
TBS系ドラマ『Dear ウーマン』主題歌
7. 波乱万丈　（4:54）
アルバム『My Story』（1997年5月21日）収録
8. 私だけの天使〜Angel〜　（5:36）
9. あなたのその胸に　（4:36）
テレビ朝日系2時間ドラマ『土曜ワイド劇場』エンディング・テーマ
10. 切なすぎる心　（5:00）
アルバム『My Story』収録
11. Gone with the rain　（4:43）
12. 恋する想い〜Fall in love〜　（4:46）
日本テレビ系『スーパーテレビ情報最前線』エンディング・テーマ
13. Forever　（4:31）
アルバム『Forever』（1998年5月8日）収録
14. 風に吹かれて　（4:29）
アルバム『Forever』収録
15. Dear Father　（4:44）
アルバム『Forever』収録
1997年に亡くなった、父親への感謝を歌った楽曲。

## 関連ベスト
- LOVE Seiko Matsuda 20th Anniversary Best Selection - ユニバーサルミュージックから発売された、歌手デビュー20周年記念ベストアルバム
- Seiko Smile Seiko Matsuda 25th Anniversary Best Selection - ユニバーサルミュージックから発売された、歌手デビュー25周年記念ベストアルバム
- We Love SEIKO -35th Anniversary 松田聖子究極オールタイムベスト50Songs- - ユニバーサルミュージックから発売された、歌手デビュー35周年記念オールタイムベストアルバム